# ロバート・リスキン
ロバート・リスキン（Robert Riskin, 1897年3月30日 - 1955年9月20日）は、アメリカ合衆国の映画脚本家、劇作家である。フランク・キャプラ監督とのコラボレーションで知られ、『或る夜の出来事』（1934年）でアカデミー賞脚色賞を獲得した。

## 生い立ち
ニューヨークのロウアー・イースト・サイドでロシア帝国の徴兵から逃れたユダヤ人家庭に生まれる。男女のきょうだいが2人ずつおり、それぞれイディッシュ語を話して育った。10代の頃は ヴォードヴィルの舞台に熱狂し、自身でノートにジョークを書いていた。第一次世界大戦中に軍隊に入った。

## キャリア

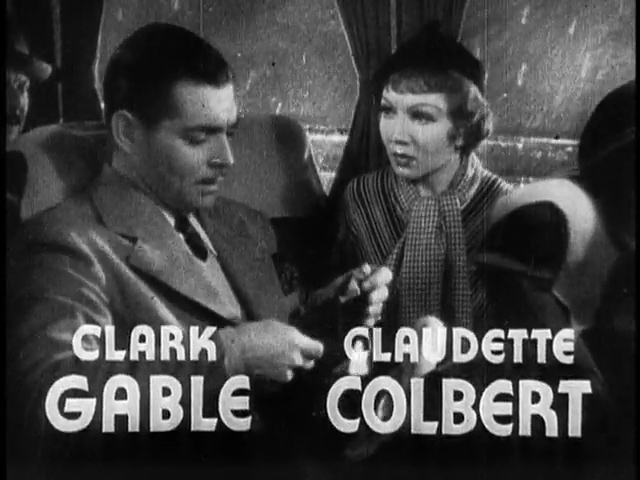
『或る夜の出来事』（1934年）

戦後、ニューヨークに戻ったリスキンは劇作家としてのキャリアを始め、地元で多くの舞台を手がけた。彼の演劇のうち、『Bless You, Sister』と『Many a Slip』が成功を収めた。ブロードウェイでのキャリアは1929年の株価大暴落と世界恐慌で多くの劇場が閉じるまで続いた。
トーキー映画の時代が始まると映画業界は対話劇を書ける舞台劇の経験者を求め、その資格を持っていたリスキンはハリウッドに移った。コロンビア ピクチャーズが彼の舞台の映画化権を買い取った後、フランク・キャプラが映画化した『奇蹟の処女』が1931年に公開された。
これ以降もリスキンはコロンビアでキャプラ作品の脚本を書き続けた。アカデミー賞には計5度ノミネートされ、デイモン・ラニアンの短編を原作とした『一日だけの淑女』（1933年）、受賞を果たした『或る夜の出来事』（1934年）、ゲイリー・クーパーとジーン・アーサーが出演した『オペラハット』（1936年）、ライオネル・バリモアとジェームズ・ステュアート出演の『我が家の楽園』（1938年）、ビング・クロスビーとジェーン・ワイマン出演の『花婿来たる』（1951年）とすべてキャプラの作品である。
リスキンは1939年にキャプラの自主制作会社に入ったが1941年に解散した。
その後はサミュエル・ゴールドウィンでアソシエイト・プロデューサーとなった。アメリカが第二次世界大戦に参戦するとリスキンは1942年に戦争情報局に入り、海外部門を組織した。
1945年にハリウッドに戻った彼は『風車の秘密』で脚本家に復帰する。1946年にフィルム・ノワール『呪いの血』にノンクレジットで参加する。
リスキンは兄弟のエヴェレットと共に自信の映画会社を設立する。第1作はジェームズ・ステュアート主演の『Magic Town』（1946年）であり、リスキンは脚本・製作の他に当初は監督も務めたが最終的にウィリアム・A・ウェルマンは監督させた。
1950年に脳卒中となり、活動が不可能となった。リスキンはこれ以前に『Half Angel』（1951年）の脚本と『花婿来たる』（1951年）の原案を完成させていた。1955年9月20日に亡くなった。

## 私生活と家族
1942年に女優のフェイ・レイと結婚した。2人は息子と娘を1人ずつもうけ、またレイの1人目の夫との娘がリスキンの義娘となった。2人はリスキンが死ぬまで連れ添った。
リスキンの兄のエヴェレット（1895年生）はハリウッドで映画プロデューサーとして活動した。彼はロバートが脚本を書いた『風車の秘密』を含む多くの映画を製作した。
2006年にイアン・スコット著による伝記『In Capra's Shadow: The Life and Career of Screenwriter Robert Riskin』が発売された。

## 主なフィルモグラフィ
- 奇蹟の処女 The Miracle Woman (1931) 原作
- Men in Her Life (1931) 脚本
- プラチナ・ブロンド Platinum Blonde (1931) 脚本
- 狂乱のアメリカ American Madness (1932) 原案・脚本
- Ann Carver's Profession (1933) 脚本
- 一日だけの淑女 Lady for a Day (1933) 脚本
- 或る夜の出来事 It Happened One Night (1934) 脚本
- 其の夜の真心 Broadway Bill (1934) 脚本
- カーニバル Carnival (1935) 原案・脚本
- 俺は善人だ The Whole Town's Talking (1935) 脚本
- オペラハット Mr. Deeds Goes to Town (1936) 脚本
- 間奏楽 When You're in Love (1937) 脚本・監督
- 失はれた地平線 Lost Horizon (1937) 脚本
- 我が家の楽園 You Can't Take It with You (1938) 脚本
- 群衆 Meet John Doe (1941) 脚本・製作（クレジット無し）
- 風車の秘密 The Thin Man Goes Home (1945) 原案・脚本
- Magic Town (1947) 脚本・製作
- 恋は青空の下 Riding High (1950) 脚本
- Mister 880 (1950) 脚本
- Half Angel (1951) 脚本
- 花婿来たる Here Comes the Groom (1951) 原案
- ポケット一杯の幸福 Pocketful of Miracles (1961) 原作脚本

## 受賞とノミネート
| 賞           | 年   | 部門   | 作品名         | 結果       |
| ------------ | ---- | ------ | -------------- | ---------- |
| アカデミー賞 | 1933 | 脚色賞 | 一日だけの淑女 | ノミネート |
| アカデミー賞 | 1934 | 脚色賞 | 或る夜の出来事 | 受賞       |
| アカデミー賞 | 1936 | 脚色賞 | オペラハット   | ノミネート |
| アカデミー賞 | 1938 | 脚色賞 | 我が家の楽園   | ノミネート |
| アカデミー賞 | 1951 | 原案賞 | 花婿来たる     | ノミネート |